# Вранє (Севниця)
Вранє (словен. Vranje) — поселення в общині Севниця, Споднєпосавський регіон, Словенія. Висота над рівнем моря: 287,4 м.